# Robert Hummel

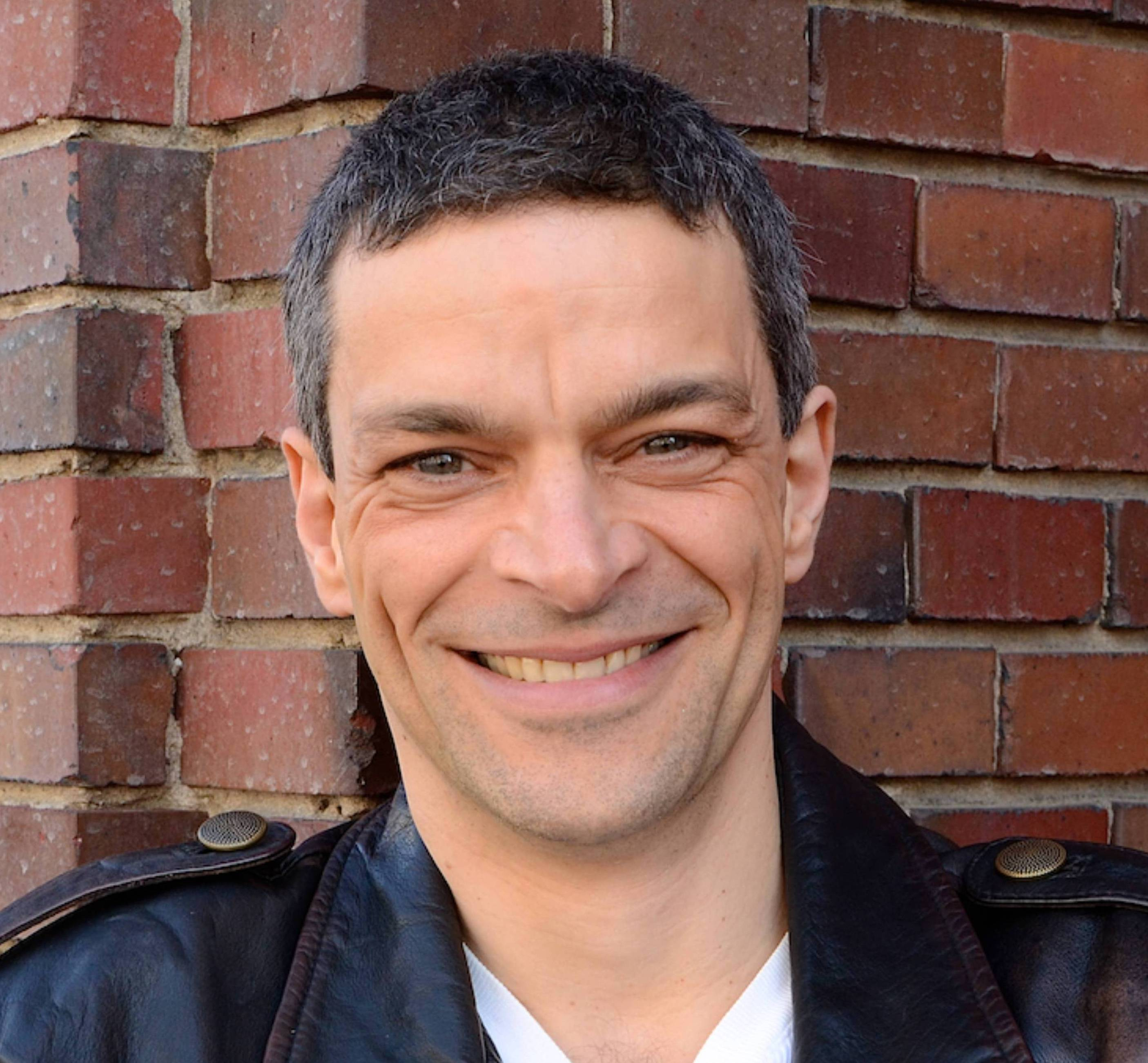
Robert Hummel (2014)

Robert Hummel ist ein deutscher Schauspieler, Hörspielsprecher und Drehbuchautor.

## Leben
Robert Hummel wuchs als Sohn eines Syrers und einer Deutschen in Ost-Berlin auf. Während seiner Schulzeit sang er im Chor der Deutschen Staatsoper Berlin und spielte am Theater im Palast der Republik, u. a. in Inszenierungen von Vera Oelschlegel und Ruth Berghaus.
Nach dem Abitur und seinem Wehrdienst als Scharfschütze in der Nationalen Volksarmee studierte er Schauspiel an der Hochschule für Schauspielkunst Ernst Busch in Berlin. Während des Studiums spielte er unter anderem in der Lohndrücker-Inszenierung von Heiner Müller am Deutschen Theater Berlin und in dem DEFA-Film Coming out unter der Regie von Heiner Carow.
Nach dem Studium arbeitete er sowohl als festes Ensemblemitglied wie auch freischaffend an verschiedenen Theatern, so in Krefeld-Mönchengladbach, Lübeck, Wuppertal, am Renaissance-Theater (Berlin), in der Komödie am Kurfürstendamm Berlin und anderen. Außerdem übernahm er immer wieder Rollen in Kino, Fernsehen und beim Hörfunk, unter anderem in Das Versprechen, Regie Margarethe von Trotta.
Seit 2004 ist Hummel zunehmend als Drehbuchautor tätig, anfangs für Serien wie SOKO 5113, Großstadtrevier, Der Alte u. a. Seit Jahren gehört er zu den Stammautoren der Serie Letzte Spur Berlin und schrieb u. a. mit Jan Cronauer das Drehbuch für das 90er-Special Der Tod ist groß.
Hummel schreibt inzwischen ausschließlich Thriller und Krimis. Angeregt durch seine Tätigkeit als Schöffe (ehrenamtlicher Richter) am Landgericht Berlin entwickelte er das Drehbuch zu dem Film Gegen die Angst, in dem eine Staatsanwältin im Bereich Organisierte Kriminalität gegen einen arabischen Clan ermittelt. Der Film wurde 2019 mit Nadja Uhl in der Hauptrolle ausgestrahlt (Regie: Andreas Herzog), war für den Deutschen Fernsehkrimipreis 2019 nominiert und wurde dann zu einer Reihe mit dem Titel Die Jägerin erweitert. Der zweite Film der Reihe Die Jägerin – Nach eigenem Gesetz wurde am 13. September 2021 im ZDF ausgestrahlt.
Gelegentlich arbeitet Hummel als Dozent für Drehbuchschreiben sowie als Coach für Sprecherinnen und Sprecher der ARD.

## Hörspiele
- 1990: Petra Seedorff: David, Geliebter (Alex) – Regie: Wolfgang Rindfleisch (Original-Hörspiel – Rundfunk der DDR)
- 1991: Ulrich Frohriep: Ich habe getötet (Bernd) – Regie: Wolfgang Rindfleisch (Original-Hörspiel, Kriminalhörspiel, Kurzhörspiel – Funkhaus Nalepastraße)
- 1992: Heinz von Cramer: Ein Traum im Traume. Eine Edgar-Allan-Poe-Phantasie (Chor) – Regie: Heinz von Cramer (Originalhörspiel – WDR)

## Auszeichnungen
- 2011: 1. Preis der Stoffbörse beim Krimifestival Tatort Eifel 2011 für das Serienkonzept Anna & die Detektive
- 2013: 1. Preis der Stoffbörse beim Krimifestival Tatort Eifel 2013 für das Serienkonzept Droge Berlin